# Jeff Dunham
Jeffrey Dunham, detto Jeff (Dallas, 18 aprile 1962), è un comico, scrittore, cabarettista e attore statunitense.
Esperto in ventriloquia, Jeff Dunham è uno dei comici più noti negli Stati Uniti grazie all’ilarità generata dai suoi pupazzi e alla sua stridente comicità, spesso in forte contrasto con il politicamente corretto.
Il comico, nella sua carriera, ha venduto più di 6 milioni di DVD in tutto il mondo; inoltre, secondo il Guinness dei primati, detiene il record per il «maggior numero di biglietti venduti in un tour di stand-up comedy» durante il suo tour Spark of Insanity.
Jeff Dunham è stato definito "il comico più amato d’America" dalla rivista Slate.

## Biografia
Dunham è nato il 18 aprile 1962 a Dallas, in Texas.Quando aveva tre mesi, fu adottato da Howard Dunham e dalla moglie Joyce, egli crebbe in una famiglia devotamente presbiteriana in un ricco quartiere di Dallas, come figlio unico.
Nel 1980, iniziò a frequentare la Baylor University, università nella quale si laureerà 6 anni più tardi. Fin dalla giovane età Jeff era appassionato di ventriloquio e cominciò ad esibirsi già da ragazzo.

### Vita privata
Dunham ha incontrato la sua prima moglie,Paige Brown, nel dicembre 1992. Nel maggio 1994, Dunham sposò Brown e adottò la sua figlia di un anno e mezzo, Bree. Dalla relazione sono nate due figlie: Ashlyn e Kenna (nate rispettivamente nel 1995 e nel 1997). Nel novembre 2008 la coppia ha divorziato.
Nel 2009, Dunham, cominciò una relazione con Audrey Murdicke, i due si sposarono il 12 ottobre 2012.
La coppia ha avuto due gemelli nel 2015, James Jeffrey e Jack Steven.

## Popolarità
Jeff Dunham è stato definito "il comico più amato d’America" dalla rivista “Slate” nel 2009.
A Very Special Christmas Special, uno speciale televisivo realizzato nel 2008 da Dunham, è stata la trasmissione televisiva più vista nella storia di Comedy Central.
Il comico, nella sua carriera, ha venduto più di 6 milioni di DVD in tutto il mondo; inoltre, secondo il Guinness dei primati, detiene anche il record di «maggior numero di biglietti venduti in un tour di stand-up comedy» durante il suo tour Spark of Insanity.
Jeff Dunham è uno dei comici più pagati al mondo, infatti il suo patrimonio si attesta a circa 150 milioni di dollari.

## Pupazzi
Gli spettacoli di Dunham sono incentrati sulla presenza di numerosi pupazzi, ognuno con le proprie caratteristiche e il proprio umorismo.

### Achmed the Dead Terrorist
(Achmed al suo pubblico)
Achmed il terrorista morto è un terrorista suicida deceduto durante un attacco non riuscito a causa di una "detonazione precoce". È uno scheletro con turbante e pizzetto, occhi in fuori e sopracciglia mobili che gli danno un aspetto truce del quale però nessuno si spaventa. Urla spesso le parole "Silenzio" e "Vi uccido", soprattutto quando il pubblico ride delle sue battute, ma senza sortire l'effetto da lui desiderato, poiché il pubblico continua a ridere invece di sentirsi intimorito. Dunham utilizza questo personaggio per scherzare su argomenti contemporanei come la minaccia terrorista o la guerra in Iraq. Durante uno show, Dunham gli chiede se è musulmano, e lui risponde di non credere, essendo presente la scritta "Made in China" sul suo didietro. Lo sketch in cui Achmed viene introdotto da Dunham per la prima volta nello show è tra i video più visti su YouTube in assoluto, con più di 200 milioni di visite.

### Walter
(La tipica frase di Walter)
Walter è uno scontroso anziano dalle braccia sempre conserte. Caratterizzato da un'ironia pungente ed acida, il cinico settantenne è un veterano dalla guerra in Vietnam, e non gliene frega nulla ("I don't give a damn" frase da lui spesso utilizzata) di niente.  Walter è apparso in tutte e tre le puntate speciali di Comedy Central. È sposato da 46 anni, e quando Dunham gli chiede se ricorda il momento più felice della sua vita, Walter risponde, È stato 47 anni fa! ("Yeah, it was forty-seven years ago"). Dunham ha creato con le sue stesse mani il pupazzo di Walter, sia la scultura iniziale che lo stampo in silicone, ma ha avuto bisogno di professionisti per le ultime fasi.

### Peanut
Si tratta di una specie di scimmia viola proveniente da una piccola isola della Micronesia, ricoperta da una leggera pelliccia beige e con un ciuffo di capelli verdi che spunta sulla testa. Indossa solamente una scarpa, ed ha un aspetto allegro e molto buffo. Al contrario di altri pupazzi non può muovere gli occhi o muovere le sopracciglia tuttavia in un video possiamo notare come possa ruotare gli occhi come una slotmachine. È un personaggio su di giri che, sotto alcuni aspetti, è piuttosto irritante, visto che non può fare a meno di dire tutto quello che gli passa per la mente, come farebbe una persona "logorroica". Spesso è in coppia con Josè Jalapeño on a Stick.

### Bubba J
Bubba J è un "white trash" che vive in una roulotte.
L'espressione white trash è usata per indicare delle persone con un basso livello economico, culturale e sociale, tra cui spesso avvengono matrimoni fra consanguinei.
Vive in un camper e ama guardare le corse di NASCAR e bere birra. Ha una moglie anch'essa alcolizzata e sovrappeso, con la quale ha qualche legame di parentela, poiché in uno sketch dice di averla conosciuta ad una riunione di famiglia, e da lui sposata dopo averla messa incinta.

### Melvin
Melvin è un supereroe, che combatte il crimine.
Ha il potere di vedere attraverso i vestiti, qualità che sfrutta per guardare il seno alle donne, e può volare fino a dove viene lanciato.
Ha conosciuto Catwoman, Superman e conosce molti altri supereroi.
Melvin è caratterizzato da un grosso naso, che è anche il simbolo che viene proiettato in caso di necessità. Melvin afferma che il naso viene spesso scambiato per un'altra cosa (un fallo).
Il nemico giurato di Melvin è Pinocchio, e i suoi punti deboli sono le tortine e i porno... ma non contemporaneamente.

### José Jalapeño on a Stick
José Jalapeño è un cubano nato in Florida, ma spesso nelle battute viene scambiato con un messicano immigrato irregolarmente.
Viene spesso preso in mezzo da Peanut che non crede nella sua regolarità. Quando fa coppia con quest'ultimo non riesce mai a rispondere alle domande di Jeff, perché Peanut si intromette per fare battute. José è anche stato il primo pupazzo costruito dal solo Dunham.

### Sweet Daddy Dee
Il manager fittizio di Dunham, si fida ciecamente del suo cliente, credendo che sia al sicuro da arresti nei prossimi tempi.

### Diane
Appare solo nel film A cena con un cretino, insieme a Dunham. Rappresentano un uomo pazzo e la sua moglie-pupazzo.

### Altri personaggi
- Larry il supertifoso
- La scimmia
- Giudice Lance Ito
- Ollie il sosia di Elvis Presley
- Jeff Dunham (miniatura dello stesso artista)
- Achmed Junior
- Larry il consigliere personale di Donald Trump

### Influenze
È degno di nota il fatto che molti personaggi di Jeff (Walter in particolare) siano strettamente collegati alla comicità di George Carlin: un esempio è la famosa frase di Walter "What would Jesus do".